# Team Jayco AlUla
Il Team Jayco AlUla, nota in passato come GreenEDGE, Orica, Mitchelton-Scott e Team BikeExchange-Jayco, è una squadra australiana di ciclismo su strada maschile. Attiva nel professionismo dal 2012, ha licenza UCI World Tour.
La squadra fa riferimento all'associazione sportiva GreenEDGE, ed è diretta da Shayne Bannan e Matthew White. Dal 2012 al 2017 ha avuto come main sponsor Orica, multinazionale attiva nel settore estrattivo, mentre dal 2018 al 2020 il primo nome è stato quello di Mitchelton, azienda attiva nei settori alberghiero e vitivinicolo.Attualmente è sponsorizzata dalla ditta statunitense Jayco, produttrice di camper e roulotte e dal sito saudita Al Ula.
Dopo diversi successi nelle classiche, nel 2018 la squadra ha raggiunto la vittoria in tre tappe del Giro d'Italia, nella Vuelta a España e nella classifica individuale World Tour con Simon Yates.

## Storia

### La nascita del team

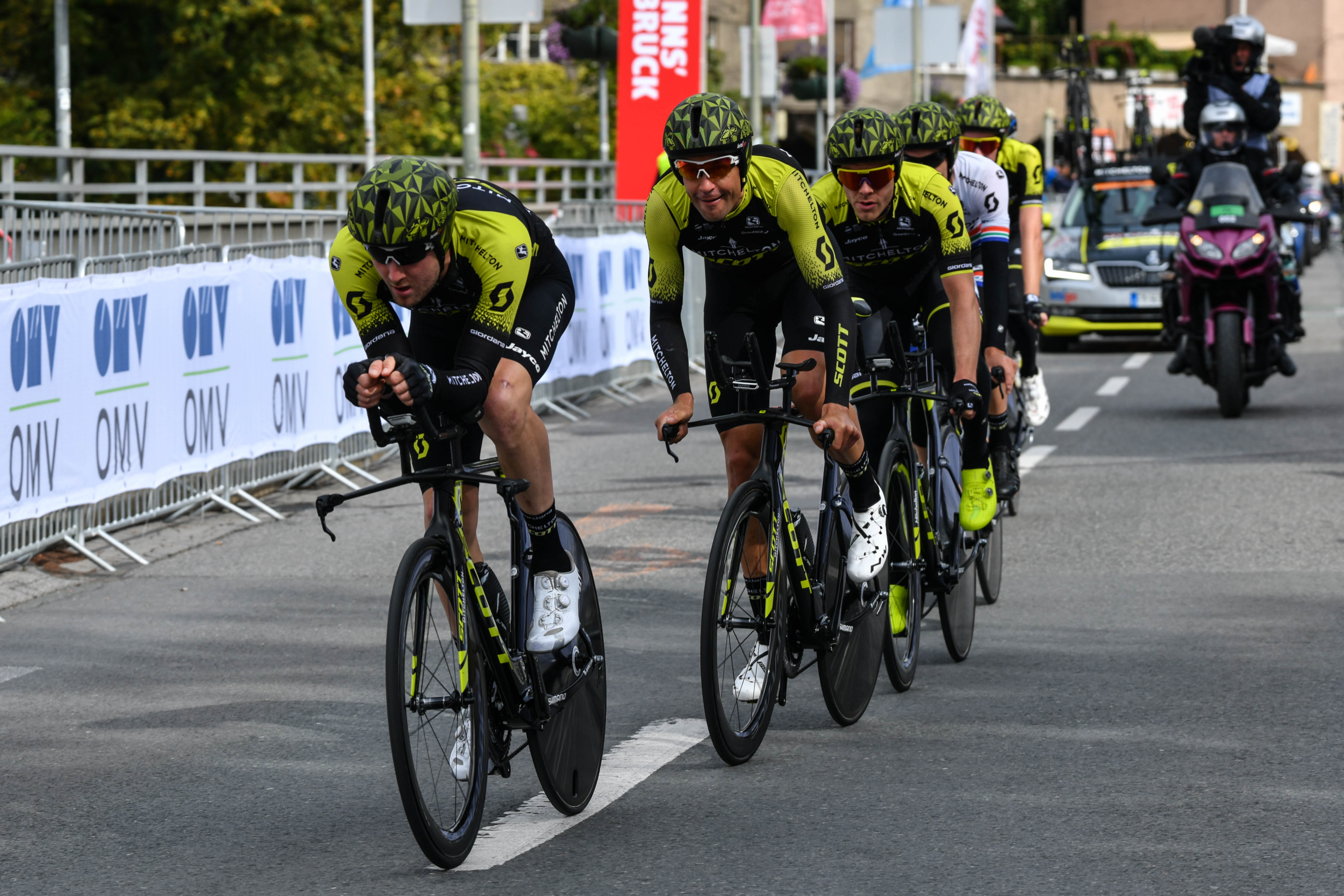
La squadra con sponsorizzazione Mitchelton-Scott ai campionati del mondo 2018

Il progetto del team GreenEDGE fu lanciato già nel gennaio del 2011 dal general manager Shayne Bannan, durante il Tour Down Under, con l'intenzione di creare una squadra di matrice australiana che potesse competere nell'UCI World Tour. Il primo annuncio ufficiale fu l'accordo di sponsorizzazione pluriennale raggiunto con la Scott, azienda produttrice di biciclette, seguito da quello triennale con la Santini, maglificio italiano che diventa il principale sponsor dell'abbigliamento del team. In maggio fu annunciato l'ingaggio del medico sportivo australiano Peter Barnes, già attivo nel ciclismo da diverso tempo.
Le giovani promesse del ciclismo australiano Jack Bobridge, tre volte campione del mondo su pista, Cameron Meyer, cinque volte campione del mondo su pista, e Travis Meyer, campione australiano su strada nel 2011, furono i primi tre corridori a essere messi sotto contratto dal team. A essi seguirono in rapida successione le firme degli esperti australiani Stuart O'Grady e Simon Gerrans, degli olandesi Pieter Weening, vincitore di tappe al Tour de France e al Giro d'Italia, Sebastian Langeveld e Jens Mouris e del giovane australiano Simon Clarke, campione Under-23 su strada e campione del mondo su pista tra gli juniores. La campagna di ingaggi proseguì con l'arrivo del canadese Svein Tuft, degli australiani Baden Cooke e Matthew Wilson, del lituano Tomas Vaitkus e del campione eritreo Daniel Teklehaimanot. Settembre si aprì con l'ingaggio dell'esperto campione Robbie McEwen, seguito dallo svizzero Michael Albasini, dagli australiani Matthew Goss, Leigh Howard, Wesley Sulzberger, Allan Davis, Brett Lancaster e Mitchell Docker, accompagnati dall'arrivo del giovane belga Jens Keukeleire e dell'esperto neozelandese Julian Dean. Brian Nygaard, già responsabile della comunicazione in seno alla Saxo Bank di Bjarne Riis e alla Sky, venne ingaggiato come direttore della comunicazione.
Il giapponese Fumiyuki Beppu, il sudafricano Daryl Impey, il canadese Christian Meier e, per ultimi, gli australiani Luke Durbridge e Michael Hepburn, rispettivamente medaglia d'oro e di bronzo nella prova a cronometro ai mondiali under-23, e il lituano Aidis Kruopis, andarono a completare il roster della squadra.
Conclusa la campagna di rafforzamento, il 6 dicembre l'Unione Ciclistica Internazionale assegnò alla GreenEDGE licenza UCI ProTeam, che garantisce la partecipazione alle gare dell'UCI World Tour. Al progetto della squadra World Tour furono affiancati una squadra giovanile gestita dal giovane ex corridore australiano William Walker e un team femminile, gestito da GreenEDGE e Australian Institute of Sport (AIS). Gli ultimi annunci furono l'accordo di sponsorizzazione con la Subaru e i nomi dei sei direttori sportivi: gli australiani Neil Stephens, già da tempo in seno alla squadra con un ruolo chiave nel reclutamento dei corridori, e Matthew White, a capo del team formato dal francese Lionel Marie, dal belga Laurenzo Lapage e da due italiani, Vittorio Algeri e Daniele Nardello.
Dopo la vittoria del titolo nazionale in linea di Simon Gerrans e a cronometro di Luke Durbridge, è ancora lo stesso Gerrans a portare alla GreenEDGE il primo successo nel World Tour, aggiudicandosi la vittoria finale nel Tour Down Under per poi andare a vincere anche la Milano-Sanremo, la prima grande classica del calendario.

## Cronistoria

### Annuario
| Anno | Codice  | Nome                                                                       | Cat. | Biciclette | Dirigenza |
| ---- | ------- | -------------------------------------------------------------------------- | ---- | ---------- | --- |
| 2012 | GEC OGE | GreenEDGE Cycling Team (fino al 30 aprile) Orica GreenEDGE (dal 1º maggio) | WT   | Scott      | Manager: Shayne Bannan Dir. sportivi: Matthew White, Vittorio Algeri, Laurenzo Lapage, Lionel Marie, Daniele Nardello, Neil Stephens, Robbie McEwen (dal 21 maggio)                                              |
| 2013 | OGE     | Orica GreenEDGE                                                            | WT   | Scott      | Manager: Shayne Bannan Dir. sportivi: Matthew White, Vittorio Algeri, Julian Dean, Laurenzo Lapage, Lionel Marie, Neil Stephens, Matthew Wilson                                                                  |
| 2014 | OGE     | Orica GreenEDGE                                                            | WT   | Scott      | Manager: Shayne Bannan Dir. sportivi: Matthew White, Vittorio Algeri, Julian Dean, Laurenzo Lapage, David McPartland, Neil Stephens, Matthew Wilson                                                              |
| 2015 | OGE     | Orica GreenEDGE                                                            | WT   | Scott      | Manager: Shayne Bannan Dir. sportivi: Matthew White, Vittorio Algeri, Julian Dean, Laurenzo Lapage, David McPartland, Neil Stephens, James Victor, Matthew Wilson                                                |
| 2016 | OGE OBE | Orica GreenEDGE (fino al 30 giugno) Orica-BikeExchange (dal 1º luglio)     | WT   | Scott      | Manager: Shayne Bannan Dir. sportivi: Matthew White, Vittorio Algeri, Julian Dean, Laurenzo Lapage, David McPartland, Neil Stephens, Matthew Wilson                                                              |
| 2017 | ORS     | Orica-Scott                                                                | WT   | Scott      | Manager: Shayne Bannan Dir. sportivi: Matthew White, Vittorio Algeri, Julian Dean, Laurenzo Lapage, David McPartland, Neil Stephens, Matthew Wilson                                                              |
| 2018 | MTS     | Mitchelton-Scott                                                           | WT   | Scott      | Manager: Shayne Bannan Dir. sportivi: Matthew White, Vittorio Algeri, Gene Bates, Julian Dean, Laurenzo Lapage, David McPartland, Victor James, Matthew Wilson                                                   |
| 2019 | MTS     | Mitchelton-Scott                                                           | WT   | Scott      | Manager: Shayne Bannan Dir. sportivi: Matthew White, Vittorio Algeri, Gene Bates, Julian Dean, Laurenzo Lapage, David McPartland, Matthew Wilson                                                                 |
| 2020 | MTS     | Mitchelton-Scott                                                           | WT   | Scott      | Manager: Brent Copeland Dir. sportivi: Matthew White, Vittorio Algeri, Gene Bates, Julian Dean, Mathew Hayman, Laurenzo Lapage, David McPartland, Matthew Wilson                                                 |
| 2021 | BEX     | Team BikeExchange                                                          | WT   | Bianchi    | Manager: Brent Copeland Dir. sportivi: Matthew White, Vittorio Algeri, Gene Bates, Julian Dean, Mathew Hayman, David McPartland, Marco Pinotti, Andrew Smith, Matthew Wilson                                     |
| 2022 | BEX     | Team BikeExchange-Jayco                                                    | WT   | Giant      | Manager: Brent Copeland Dir. sportivi: Matthew White, Vittorio Algeri, Gene Bates, Mathew Hayman, Tristan Hoffman, David McPartland, Marco Pinotti, Andrew Smith, Brian Stephens                                 |
| 2023 | JAY     | Team Jayco AlUla                                                           | WT   | Giant      | Manager: Brent Copeland Dir. sportivi: Matthew White, Vittorio Algeri, Mathew Hayman, Tristan Hoffman, David McPartland, Marco Pinotti, Andrew Smith, Brian Stephens, Rafael Valls, Pieter Weening               |
| 2024 | JAY     | Team Jayco AlUla                                                           | WT   | Giant      | Manager: Brent Copeland Dir. sportivi: Matthew White, Vittorio Algeri, Tristan Hoffman, David McPartland, Marco Pinotti, Valerio Piva, Andrew Smith, Brian Stephens, Rafael Valls, Pieter Weening                |
| 2025 | JAY     | Team Jayco AlUla                                                           | WT   | Giant      | Manager: Brent Copeland Dir. sportivi: Matthew White, Vittorio Algeri, Mathew Hayman, Tristan Hoffman, David McPartland, Marco Pinotti, Valerio Piva, Andrew Smith, Brian Stephens, Rafael Valls, Pieter Weening |

### Classifiche UCI
Aggiornato al 22 ottobre 2024.
| Anno | Classifica | Pos. | Migliore cl. individuale |
| ---- | ---------- | ---- | ------------------------ |
| 2012 | World Tour | 6º   | Simon Gerrans (6º)       |
| 2013 | World Tour | 13º  | Pieter Weening (25º)     |
| 2014 | World Tour | 5º   | Simon Gerrans (3º)       |
| 2015 | World Tour | 8º   | Michael Matthews (20º)   |
| 2016 | World Tour | 5º   | Esteban Chaves (9º)      |
| 2017 | World Tour | 7º   | Simon Yates (33º)        |
| 2018 | World Tour | 5º   | Simon Yates (1º)         |
| 2019 | World Tour | 8º   | Matteo Trentin (18º)     |
| 2020 | World Tour | 11º  | Simon Yates (27º)        |
| 2021 | World Tour | 19º  | Simon Yates (36º)        |
| 2022 | World Tour | 16º  | Michael Matthews (11º)   |
| 2023 | World Tour | 13º  | Simon Yates (11º)        |
| 2024 | World Tour | 14º  | Michael Matthews (32º)   |

## Divise
| Orica GreenEDGE (2013) | Orica GreenEDGE (2015) | Mitchelton-Scott (2018-2020) | Team BikeExchange (2021) | BikeExchange-Jayco (2022) | Team Jayco AlUla (2023) |

## Palmarès
Aggiornato al 24 luglio 2025.

### Grandi Giri
- Giro d'Italia

Partecipazioni: 14 (2012, 2013, 2014, 2015, 2016, 2017, 2018, 2019, 2020, 2021, 2022, 2023, 2024, 2025)
Vittorie di tappa: 20
2012: 1 (Matthew Goss)
2014: 2 (cronosquadre, Michael Matthews)
2015: 2 (cronosquadre, Michael Matthews)
2016: 1 (Esteban Chaves)
2017: 1 (Caleb Ewan)
2018: 5 (3 Simon Yates, Esteban Chaves, Mikel Nieve)
2019: 1 (Esteban Chaves)
2021: 1 (Simon Yates)
2022: 3 (2 Simon Yates, Matteo Sobrero)
2023: 2 (Michael Matthews, Filippo Zana)
2025: 1 (Luke Plapp)
Vittorie finali: 0
Altre classifiche: 0
- Tour de France

Partecipazioni: 14 (2012, 2013, 2014, 2015, 2016, 2017, 2018, 2019, 2020, 2021, 2022, 2023, 2024, 2025) 
Vittorie di tappa: 11
2013: 2 (Simon Gerrans, cronosquadre)
2016: 1 (Michael Matthews)
2019: 4 (2 Simon Yates, Daryl Impey, Matteo Trentin)
2022: 2 (Dylan Groenewegen, Michael Matthews)
2024: 1 (Dylan Groenewegen)
2025: 1 (Ben O'Connor)
Vittorie finali: 0
Altre classifiche: 2
2016: Giovani (Adam Yates)
2017: Giovani (Simon Yates)
- Vuelta a España

Partecipazioni: 13 (2012, 2013, 2014, 2015, 2016, 2017, 2018, 2019, 2020, 2021, 2022, 2023, 2024)
Vittorie di tappa: 14
2012: 1 (Simon Clarke)
2013: 2 (2 Michael Matthews)
2015: 3 (2 Esteban Chaves, Caleb Ewan)
2016: 4 (2 Magnus Cort Nielsen, Simon Yates, Jens Keukeleire)
2018: 1 (Simon Yates)
2022: 1 (Kaden Groves)
2024: 2 (2 Eddie Dunbar)
Vittorie finali: 1
2018 (Simon Yates)
Altre classifiche: 2
2012: Scalatori (Simon Clarke)
2018: Combinata (Simon Yates)

### Classiche monumento
- Milano-Sanremo: 1

2012 (Simon Gerrans)
- Parigi-Roubaix: 1

2016 (Mathew Hayman)
- Liegi-Bastogne-Liegi: 1

2014 (Simon Gerrans)
- Giro di Lombardia: 1

2016 (Esteban Chaves)

### Campionati nazionali
- Campionati australiani: 13

In linea: 2012, 2014 (Simon Gerrans); 2013, 2025 (Luke Durbridge); 2018 (Alexander Edmondson); 2021 (Cameron Meyer); 2024 (Luke Plapp)
Cronometro: 2012, 2013, 2019 (Luke Durbridge); 2014 (Michael Hepburn); 2024, 2025 (Luke Plapp)
- Campionati canadesi: 3

Cronometro: 2012, 2017, 2018 (Svein Tuft)
- Campionati eritrei: 2

In linea: 2012 (Daniel Teklehaimanot)
Cronometro: 2012 (Daniel Teklehaimanot)
- Campionati etiopi: 1

Cronometro: 2019 (Tsgabu Grmay)
- Campionati hongkonghesi: 2

In linea: 2016 (Cheung King Lok)
Cronometro: 2016 (Cheung King Lok)
- Campionati irlandesi: 1

Cronometro: 2024 (Eddie Dunbar)
- Campionati lituani: 1

In linea: 2013 (Tomas Vaitkus)
- Campionati olandesi: 1

In linea: 2024 (Dylan Groenewegen)
- Campionati sloveni: 1

In linea: 2017 (Luka Mezgec)
- Campionati sudafricani: 9

In linea: 2018, 2019 (Daryl Impey)
Cronometro: 2013, 2014, 2015, 2016, 2017, 2018, 2019 (Daryl Impey)
- Campionati svizzeri: 3

In linea: 2024, 2025 (Mauro Schmid)
Cronometro: 2025 (Mauro Schmid)
- Campionati ungheresi: 1

In linea: 2020 (Barnabás Peák)

## Organico 2025
Aggiornato al 13 agosto 2025.

### Staff tecnico
|  | Naz.                   | Ruolo | Sportivo         |  |  |  |
|  | ---------------------- | ----- | ---------------- |  |  |  |
|  | Sudafrica (bandiera)   | GM    | Brent Copeland   |  |  |  |
|  | Australia (bandiera)   | DS    | Matthew White    |  |  |  |
|  | Italia (bandiera)      | DS    | Vittorio Algeri  |  |  |  |
|  | Australia (bandiera)   | DS    | Mathew Hayman    |  |  |  |
|  | Paesi Bassi (bandiera) | DS    | Tristan Hoffman  |  |  |  |
|  | Australia (bandiera)   | DS    | David McPartland |  |  |  |
|  | Italia (bandiera)      | DS    | Marco Pinotti    |  |  |  |
|  | Italia (bandiera)      | DS    | Valerio Piva     |  |  |  |
|  | Sudafrica (bandiera)   | DS    | Andrew Smith     |  |  |  |
|  | Australia (bandiera)   | DS    | Brian Stephens   |  |  |  |
|  | Spagna (bandiera)      | DS    | Rafael Valls     |  |  |  |
|  | Paesi Bassi (bandiera) | DS    | Pieter Weening   |  |  |  |

### Rosa
|  | Naz.                     |  | Sportivo                | Anno |  |  |
|  | ------------------------ |  | ----------------------- | ---- |  |  |
|  | Etiopia (bandiera)       |  | Welay Berhe             | 2001 |  |  |
|  | Paesi Bassi (bandiera)   |  | Koen Bouwman            | 1993 |  |  |
|  | Italia (bandiera)        |  | Filippo Conca           | 1998 |  |  |
|  | Italia (bandiera)        |  | Alessandro De Marchi    | 1986 |  |  |
|  | Italia (bandiera)        |  | Davide De Pretto        | 2002 |  |  |
|  | Gran Bretagna (bandiera) |  | Robert Donaldson        | 2002 |  |  |
|  | Gran Bretagna (bandiera) |  | Paul Double             | 1996 |  |  |
|  | Irlanda (bandiera)       |  | Eddie Dunbar            | 1996 |  |  |
|  | Australia (bandiera)     |  | Luke Durbridge          | 1991 |  |  |
|  | Germania (bandiera)      |  | Felix Engelhardt        | 2000 |  |  |
|  | Danimarca (bandiera)     |  | Anders Foldager         | 2001 |  |  |
|  | Austria (bandiera)       |  | Patrick Gamper          | 1997 |  |  |
|  | Paesi Bassi (bandiera)   |  | Dylan Groenewegen       | 1993 |  |  |
|  | Australia (bandiera)     |  | Chris Harper            | 1994 |  |  |
|  | Sudafrica (bandiera)     |  | Alan Hatherly           | 1996 |  |  |
|  | Danimarca (bandiera)     |  | Asbjørn Hellemose       | 1999 |  |  |
|  | Australia (bandiera)     |  | Michael Hepburn         | 1991 |  |  |
|  | Danimarca (bandiera)     |  | Christopher Juul Jensen | 1989 |  |  |
|  | Paesi Bassi (bandiera)   |  | Jelte Krijnsen          | 2001 |  |  |
|  | Australia (bandiera)     |  | Michael Matthews        | 1990 |  |  |
|  | Slovenia (bandiera)      |  | Luka Mezgec             | 1988 |  |  |
|  | Australia (bandiera)     |  | Kelland O'Brien         | 1998 |  |  |
|  | Australia (bandiera)     |  | Ben O'Connor            | 1995 |  |  |
|  | Australia (bandiera)     |  | Luke Plapp              | 2000 |  |  |
|  | Paesi Bassi (bandiera)   |  | Elmar Reinders          | 1992 |  |  |
|  | Svizzera (bandiera)      |  | Mauro Schmid            | 1999 |  |  |
|  | Nuova Zelanda (bandiera) |  | Campbell Stewart        | 1998 |  |  |
|  | Germania (bandiera)      |  | Jasha Sütterlin         | 1992 |  |  |
|  | Germania (bandiera)      |  | Max Walscheid           | 1993 |  |  |
|  | Italia (bandiera)        |  | Filippo Zana            | 1999 |  |  |